# Miriam Makeba (album)
Miriam Makeba è un album della cantante sudafricana Miriam Makeba. Fu il primo lavoro inciso da Makeba dopo l'espatrio del Sudafrica. L'album contiene tra l'altro il brano The Click Song, in seguito divenuto uno dei cavalli di battaglia di Makeba. Gli arrangiamenti del disco furono curati dai Belafonte Folk Singers, il gruppo musicale di Harry Belafonte, condotti da Milt Okum. Collaborarono anche The Chad Mitchell Trio (nel brano Mbube) e Charles Colman (in One More Dance).
Miriam Makeba fu pubblicato originariamente dalla RCA come LP, nelle versioni mono (LPM-2267) e stereo (LSP-2267). In seguito fu ripubblicato su CD da RCA (CDS1068), Sonodisc (CD5564) e BMG (COL-CD-2842).

## Tracce
1. The Retreat Song[1] (2:32)
2. Suliram[2] (2:45)
3. The Click Song[3] (2:09)
4. Umhome (1:16)
5. Olilili[4] (2:31)
6. Lovely Lies (Lakutshona Ilanga)[5](2:07)
7. Mbube (The Lion Sleeps Tonight)[6] (3:17)
8. The Naughty Little Flea[7] (3:45)
9. Where Does It Lead[8] (2:29)
10. Nomeva[1] (2:37)
11. House of the Rising Sun[9] (1:57)
12. Saduva[1] (2:30)
13. One More Dance[10] (2:40)
14. Iya Guduza (2:05)